# Formula Renault 2.0 Italia 2008
Formula Renault 2.0 Italia 2008 var ett race som vanns av norrmannen Pål Varhaug. Det var den första signifikativa framgången för norsk bilracing.

## Kalender
| Bana                         | Segrare Race 1    | Segrare Race 2       |
| ---------------------------- | ----------------- | -------------------- |
| ACI Vallelunga Circuit       | Niki Sebastiani   | Michele Faccin       |
| Hungaroring                  | Pål Varhaug       | Pål Varhaug          |
| Masaryk Circuit              | Pål Varhaug       | Patrick Kronenberger |
| Circuit de Spa-Francorchamps | Michele Faccin    | Michele Faccin       |
| Misano World Circuit         | Sergio Campana    | Sergio Campana       |
| Circuito del Mugello         | Daniel Mancinelli | Patrick Kronenberger |
| Autodromo Nazionale Monza    | Genis Olivé       | Sergio Campana       |

## Slutställning
| Plats | Förare              | Poäng |
| ----- | ------------------- | ----- |
| 1     | Pål Varhaug         | 326   |
| 2     | Niki Sebastiani     | 266   |
| 3     | Michele Faccin      | 265   |
| 4     | Adrian Quaife-Hobbs | 246   |
| 5     | Sergio Campana      | 234   |
| 6     | César Ramos         | 214   |